# Дівчина з камери № 25
«Дівчина з камери № 25» — радянський художній фільм про Німецько-радянську війну, знятий у 1972 році режисером  Давидом Ронделі (кіностудія «Грузія-фільм»).

## Сюжет
Над Сімферополем повис прапор з чорною свастикою нацистів. У місті бойові дії, чути стрілянину, гітлерівці організовують і влаштовують облави, партизани розклеюють листівки на вулицях, встановлюють зв'язок з підпільниками…
І в центрі цих подій — Зоя Рухадзе, комсомолка, розвідниця і партизанська зв'язкова. Все це було життям Зої і важких днів її короткого життя, що обірвалося в катівнях сімферопольської в'язниці в той час, коли до міста підходила Червона армія…

## У ролях
| Актор               | Роль                                                                                |
| ------------------- | ----------------------------------------------------------------------------------- |
| Манана Мдівані      | Підпільниця, партизанська зв'язкова Зоя Рухадзе ( озвучування — Данута Столярська ) |
| Михайло Жиров       | Ставро ( озвучування — Рудольф Панков)                                              |
| Юрій Сорокін        | Борис Хохлов                                                                        |
| Анатолій Ромашин    | Він же «Мужик», розвідник Голіцин                                                   |
| Валентин Зубков     | Кузьма ( озвучування — Юрій Боголюбов )                                             |
| Олександр Шмельов   | Андрій ( озвучування — Іван Рижов )                                                 |
| Олександр Літкенс   | Анатолій ( озвучування — Олексій Сафонов )                                          |
| Отар Кіпіані        | Петра ( озвучування — Артем Карапетян )                                             |
| Ервін Кнаусмюллер   | Німецький полковник Браун                                                           |
| Станіслав Чекан     | Начальник кримінальної поліції рейху, зрадник Батьківщини Ілля Туркін               |
| Бадрі Кобахідзе     | Німецький офіцер (озвучування — М. Рискін) Фогт                                     |
| Світлана Коновалова | Мати Зої Рухадзе                                                                    |
| Манана Манагадзе    | Зойка ( озвучування — Надія Румянцева )                                             |
| Антоніна Аксьонова  | Підпільниця акторка                                                                 |
| Алла Богіна         | Епізод                                                                              |
| Борис Василевський  | Епізод                                                                              |
| Михайло Іоффе       | Буфетник                                                                            |
| Кетеван Кікнадзе    | Епізод                                                                              |
| Микола Маліков      | Епізод                                                                              |
| Юрій Ніколаєв       | Молодий підпільник                                                                  |
| Галина Пряжнікова   | Епізод                                                                              |
| Валентин Рудович    | Епізод                                                                              |
| Яків Трипольський   | Епізод                                                                              |

## Знімальна група
- Автори сценарію:
  -  Георгій Сєвєрський
  -  Резо Ебралідзе
  - Володимир Максимов
- Режисер:  Давид Ронделі
- Оператори:
  - Анатолій Володажський
  - Леван Намгалашвілі
- Художник: Михайло Мєдніков
- Композитор: Нодар Мамісашвілі